# Велоспорт на летних Олимпийских играх 2008 — групповая шоссейная гонка (женщины)
Групповая шоссейная велогонка среди женщин на летних Олимпийских играх 2008 прошла 10 августа. Приняли участие 66 спортсменок из 33 стран (это на одну меньше, чем в 2004). Длина дистанции составила 126 километров.
Этот заезд стал седьмой олимпийской гонкой гонкой подобного типа. Трасса же стала самой длинной в истории этого комплекта медалей. Заезд прошёл в Городском велосипедном центре (ГВЦ), одном из временных строений для Олимпиады-2008.
Сначала спортсменки проехали по полному кругу ГВЦ, имеющим в длину 102,6 км, а также дополнительные 23,6 км до финиша. Дистанция у мужчин была больше на 29,1 км.
Сильный дождь по ходу гонки создал трудные условия, из-за чего 4 спортсмена выбыли с гонки, что не помешало британке Николь Кук выиграть гонку. Кук выиграла первую медаль британцев на этой Олимпиаде, а также это «золотое» достижение стало юбилейным, 200-м, за историю выступления Британии на Олимпиадах. Эмма Юханссон из Швеции и итальянка Татьяна Гудерцо стали серебряным и бронзовым призёрами соответственно, при этом финишировав в одно время с Кук.
Эта гонка также стала первой на Олимпиаде-2008, в которой один или несколько участников после сдачи допинг-пробы дисквалифицировались из-за положительного результата анализа. Дисквалифицированной в данном случае оказалась испанка Мария Изабель Морено. Она готовилась к участию в гонке, но 31 июля спортсменка по неизвестным причинам покинула Пекин. Причина стала ясна через день после гонки, 11 августа, когда МОК сообщил о положительном анализе допинг-теста на эритропоэтин..

## Призёры
| Золото                    | Серебро              | Бронза                 |
| Николь Кук Великобритания | Эмма Юханссон Швеция | Татьяна Гудерцо Италия |

## Квалификация
На этой Олимпиаде прошли седьмые соревнования подобного типа. На эту гонку квалифицировались по 3 спортсмена из каждого из 16 НОКов, которые вели в зачёте Международного союза велосипедистов (UCI) 1 июня 2008, и по 1-2 представителя из стран, занимавших 17–24 места в рейтинге. НОК, чей велосипедист попадал в сотню лучших, также мог представить этого велосипедиста в гонка.
По сетке, данной UCI,квалификацию проходили так:
| Тип квалификации   | Рейтинг страны        | Страны | Кол-во спортсменок |
| ------------------ | --------------------- | --- | ------------------ |
| Рейтинг UCI        | 1-16                  | Нидерланды Германия Италия США Австралия Швеция Швейцария Литва Великобритания Франция Россия Австрия Испания Канада Китай Украина | 3                  |
| Рейтинг UCI        | 17-24                 | Венесуэла ЮАР Новая Зеландия | 2                  |
| Рейтинг UCI        | 17-24                 | Бельгия Япония Мексика Бразилия Дания                                                                                              | 1                  |
| Рейтинг UCI        | Топ-100 инд. рейтинга | Грете Трейер Юмари Гонсалес Майя Влошовска Анита Вален де Вриз Сигрид Тереса Корнео Зульфия Забирова                               | 1                  |
| Чемпионат мира «В» | Топ-3 инд. рейтинга   | Гу Сун Эн Хае Ок-Джонг | 3                  |
| Приглашены         | -                     | Маврикий | 1                  |

1. 1 2 3  Австрия, Испания и Китай представили только 2 из 3 спортсменов. Австрия и Китай смогли найти только 2 достойных велосипедистки, тогда как Испания сняла одну из-за допинг-скандала➤

В итоге, должно было на соревнования приехать 69 спортсменов, но Австрия и Китай не смогли найти достойного третьего участника, а Испания убрала одну спортсменку из-за допинг-скандала

## Превью
Юдит Арндт (имеющая прозвище Немецкий всадник), серебряный призёр прошлой олимпийской гонки подобного типа, была фаворитом этого заезда. Незадолго до Олимпиады Арндт выиграла Coupe du Monde Cycliste Feminine de Montreal, и её спортивная готовность считалась прекрасной.
Также другим фаворитом считалась голландка Марианна Вос, действующая на тот момент лидер рейтинга UCI в этой дисциплине.
Британка Николь Кук, которая впоследствии стала чемпионом гонки, заявила, что её национальная команда готова к заезду. Итальянка Ноэми Кантели заявила также. Сборная Австралии тоже заявила на гонку сильнейший состав: защищавшую титул Афин-2004 Сару Кэрриган, победительницу подобной гонки в Австралии 2008 Ойнон Вуд и Кэтрин Бэйтс. Все австралийки усердно готовились к соревнованию.
Но особенно поразило всех фанатов велоспорта то, что 49-летняя француженка Жанни Лонго, решила принять участие в заезде. Она участвовала в первой олимпийской гонке подобного типа (в 1984), и выиграла её в 1996. Получилось то, что она участвовала во всех семи проведённых (на тот момент) олимпийских женских групповых шоссейных велогонок.
Спортсменки готовились к заезду в самых странных местах. Например, Марианне Вос готовилась к Олимпиаде в Сальвадоре. Однако были опасения, что возникнут проблемы с поллюцией , но никаких серьёзных проблем не было. Утром 10 августа (в день заезда) Всемирная организация здравоохранения заявила, что дождь воспрепятствует развитию смога.
В мужской гонке многие спортсмены по окончании соревнований раскритиковали трассу из-за того, что она расплавилась от жары, стоявшей за несколько дней до гонки. Тем не менее, температура 9 августа (день мужской гонки) составила 19°C,однако из-за расплавленной трассы. В той гонке снялось аж 54 спортсмена.
В день гонки было 26°C, из-за чего многие спортсменки не надели никакой теплой одежды. Однако при этой благоприятной для гонки температуре была гроза, ливневый дождь, сильный ветер, что повлияло на ход гонки.,.
Несколько спортсменок (включая Кэтрин Бэйтс, которая не доехала до финиша) надели джемпера перед гонкой.

## Трасса

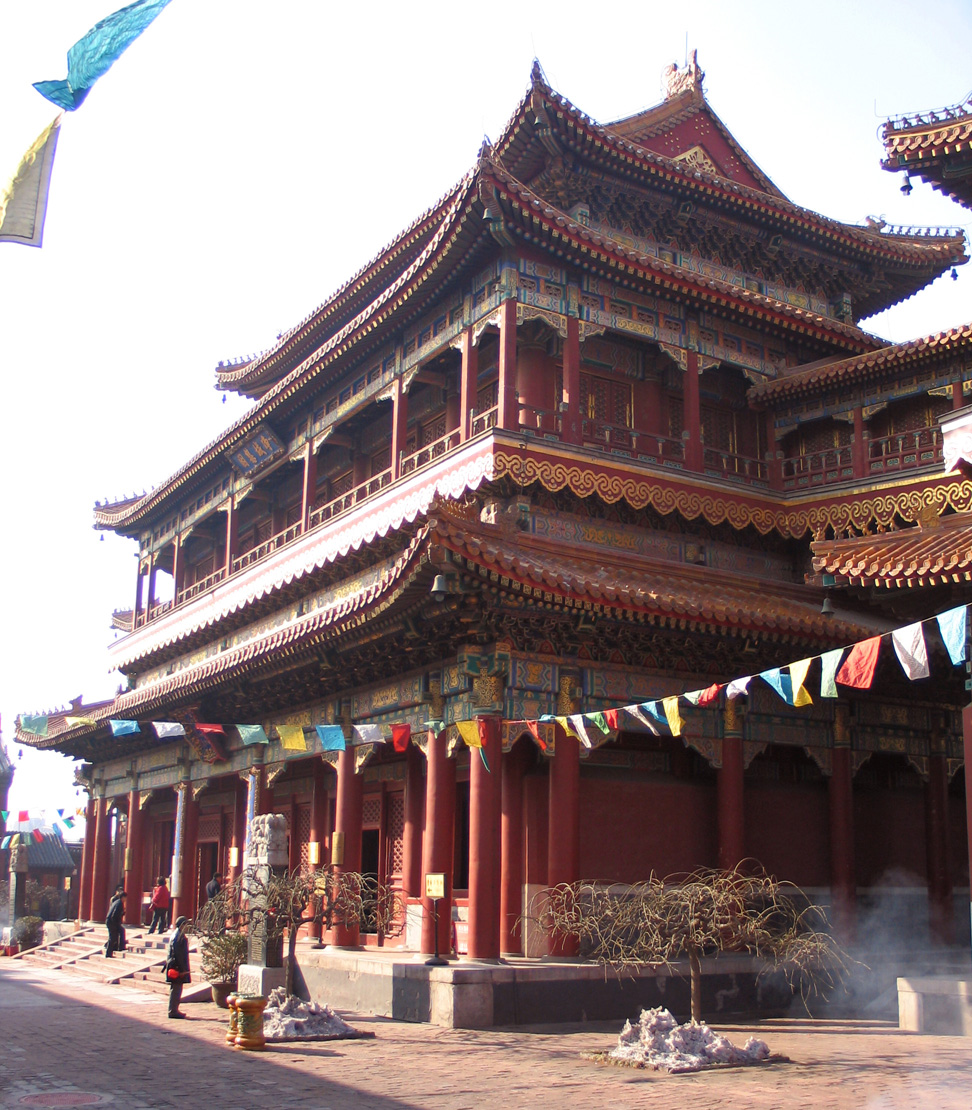
Юнхэгун

Соревнования проходили в Городском велосипедном центре (ГВЦ) — временно построенном стадионе, который был создан специально для олимпийских велогонок. Длина трассы составила 126,4 км (78,5 миль). Трасса состояла из двух участков. Сначала спортсменки должны были проехать 78,8 км (49 миль) по Бадалину — самому посещаемому участку Великой Китайской стены, а потом они дважды преодолели расстояние в 23,8 км (14,8 миль), которое разделяет Бадалин и Джонггуань. В отличие от предыдущих подобных гонок, старт и финиш находились в одном и том же месте. Разница высот достигала 338 метров.

## Допинг-скандал
На следующий день после гонки, МОК сообщил о первом спортсмене на Играх-2008, который был дисквалифицирован из-за положительных анализов на наличие допинга. Этой спортсменкой оказалась испанка Мария Изабель Морено. 31 июля она сдала клинический анализ мочи, но в тот же день, поддавшись панической атаке, улетела в Мадрид. Как оказалось, анализ мочи дал положительный результат на эритропоэтин. МОК отправило результаты анализа в UCI, где подтвердили положительный результат допинг-пробы. На вопрос о исчезновении из Олимпийской деревни, Морено, на своём персональном сайте, написала:
Я считаю, что не готова оправдать или же объяснить причины, по которым я покинула [Олимпийскую] деревню

## Соревнование

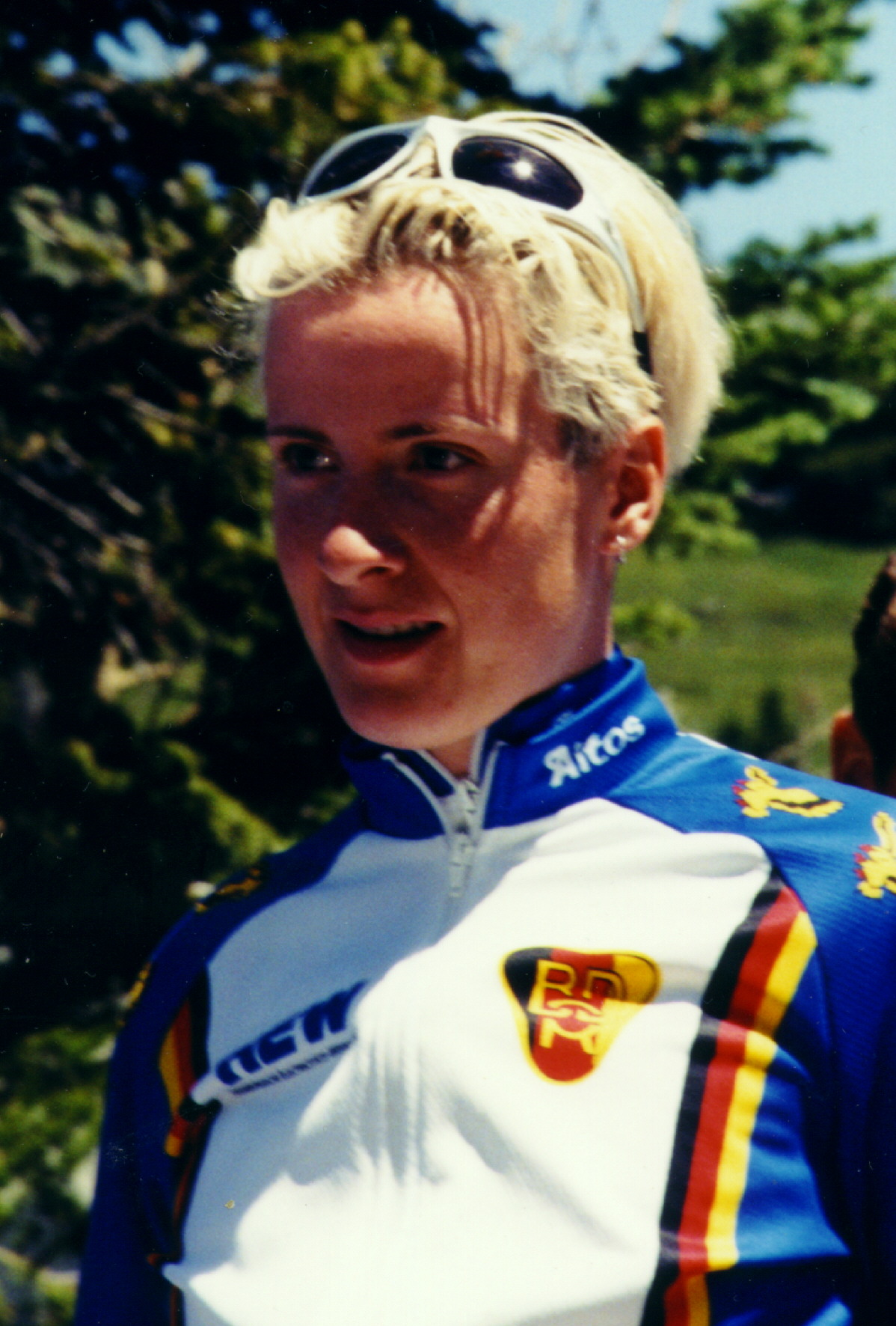
Джудит Арндт, одна из предгоночных фавориток

### Ход гонки
Гонка началась в 14:00 10 августа 2008 года по времени UTC+8, и по предварительному календарю, она должна была закончиться в 17:30. Погода в тот день была не посезонному прохладная и облачная. Трасса перед стартом была очень мокрой. Также гонку усложнял ливневый дождь, который, однако, (в отличие от мужской гонки) не остановил большую часть спортсменок (снялись только 4 участницы заезда).
Мокрые дороги стали причиной нескольких инцидентов. Уже в самом начале гонки Кореянка Сон Че Хун, потеряв контроль над велосипедом, и, соответственно, упав на Бадалине, также уронила ещё многих спортсменок. Россиянка Наталья Боярская, которая благодаря этому падению создала отрыв в 59 секунд, замедлилась, чтобы посмотреть на преследователей, чем они и воспользовались, догнав и перегнав её.
Одной из преследовательниц Боярской сдала американка Кристина Торбёрн, которая отыграла сначала на контрольной отсечке 23,5 км отыграла уже 25 из 59 секунд. Также к американке присоединились итальянка Татьяна Гудерцо с британкой Эммой Пули. За 22 километра до финиша Боярская была перегнана большинством соперниц. Дальше Гудерцо за 13 км до финишной черты сделала значительное ускорение, присоединившись к группе оторвавшихся лидеров. Ими были: австрийка Кристиане Зёдер, шведка Эмма Юханнсон, британка Николь Кук и датчанка Линда Виллюмсен. За 7 км до конца, группа из этих 5 спортсменок вела с существенным для велоспорта отрывом в 16 секунд от ближайших преследовательниц. Голландка Марианне Вос, один из главных предгоночных фаворитов, не оказалась в той лидирующей группе, из-за нехватки сил. Ещё хуже дела обстояли у главной фаворитки — немки Джудит Арндт. Николь Кук не обратила внимания на свою опеку, и за 200 метров до финишной ленточки британка совершила резкий отрыв, который помог выиграть золото, которое стало 200-м (юбилейным) в истории выступлений Британии на Олимпийских играх. Эмма Юханссон финишировала второй, а Татьяна Гудерцо — третьей. Марианне Вос стала лучшей среди тех, кто не входил в лидирующую группу — она финишировала шестой с 21-секундным отставанием.

### Итоги гонки

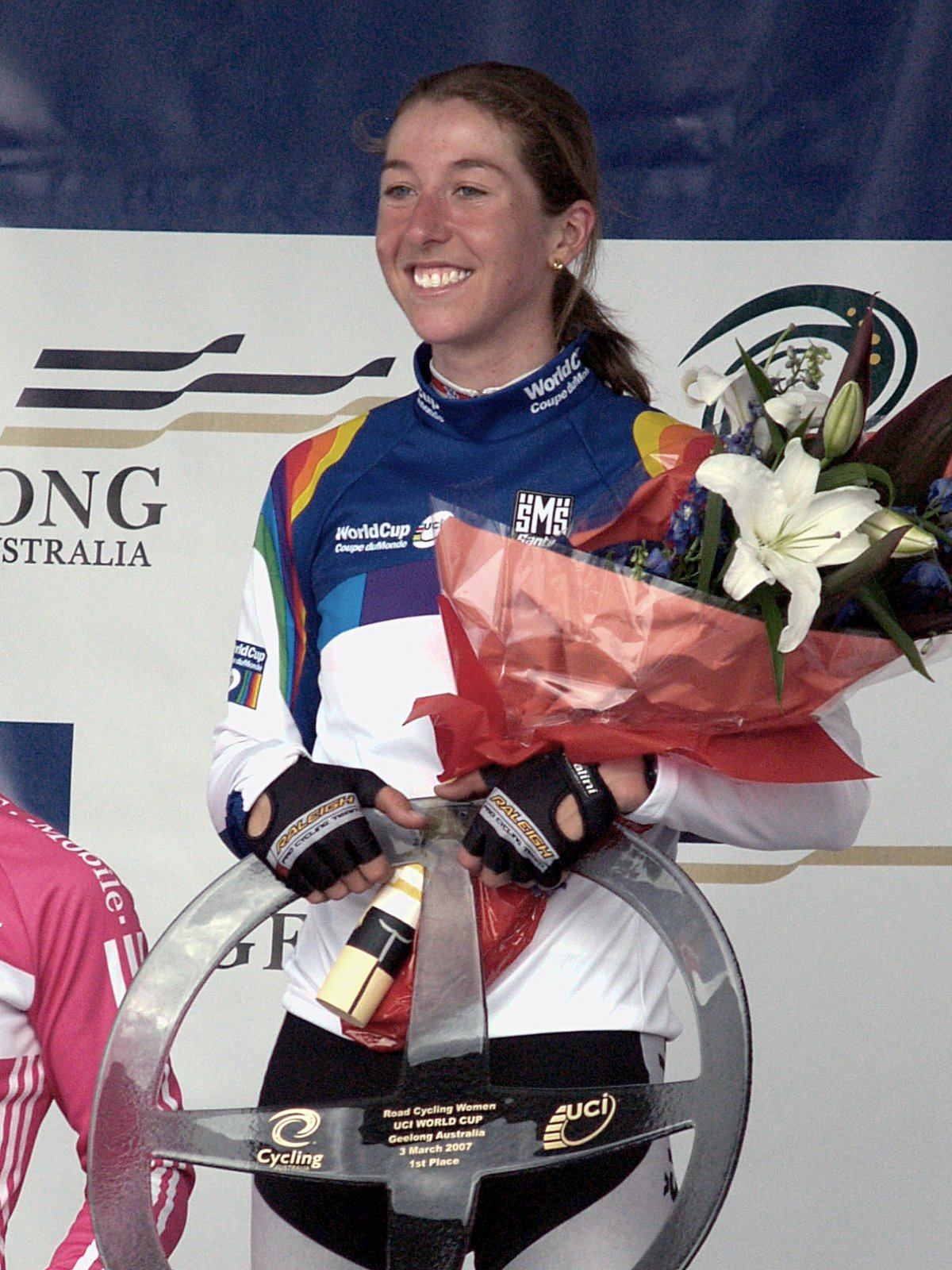
Победительница гонки Николь Кук

| Место | Спортсмен                                 | Результат |
| ----- | ----------------------------------------- | --------- |
| 1     | Николь Кук (GBR)                          | 3:32:24   |
| 2     | Эмма Юханссон (SWE)                       | «         |
| 3     | Татьяна Гудерцо (ITA)                     | »         |
| 4     | Кристиане Зёдер (AUT)                     | 3:32:28   |
| 5     | Линда Мелани Виллюмсен Серуп (DEN)        | 3:32:33   |
| 6     | Марианна Вос (NED)                        | 3:32:45   |
| 7     | Приска Доппманн (SUI)                     | «         |
| 8     | Паулина Бжезна (POL)                      | »         |
| 9     | Эдита Пучинскайте (LTU)                   | «         |
| 10    | Зульфия Забирова (KAZ)                    | »         |
| 11    | Йоланта Поликевичюте (LTU)                | «         |
| 12    | Юлия Мартисова (RUS)                      | »         |
| 13    | Кристель Феррье Бруно (FRA)               | «         |
| 14    | Марелин Сальвета (FRA)                    | »         |
| 15    | Ноэми Кантеле (ITA)                       | «         |
| 16    | Гао Минь (CHN)                            | 3:32:52   |
| 17    | Лей Хобсон (CAN)                          | »         |
| 18    | Николь Брэндли (SUI)                      | «         |
| 19    | Анна Санчис (ESP)                         | »         |
| 20    | Трикси Воррак (GER)                       | «         |
| 21    | Сюзанн Юнгског (SWE)                      | »         |
| 22    | Евгения Высоцкая (UKR)                    | 3:32:55   |
| 23    | Эмма Пули (GBR)                           | «         |
| 24    | Жанни Лонго-Сипрелли (FRA)                | 3:32:57   |
| 25    | Кристин Армстронг (USA)                   | 3:33:07   |
| 26    | Анита Вален де Врис (NOR)                 | 3:33:17   |
| 27    | Модеста Весняускайте (LTU)                | »         |
| 28    | Джоан Кесановски (NZL)                    | «         |
| 29    | Ойнон Вуд (AUS)                           | »         |
| 30    | Грете Трейер (EST)                        | «         |
| 31    | Михо Оки (JPN)                            | »         |
| 32    | Татьяна Стяжкина (UKR)                    | «         |
| 33    | Амбер Небен (USA)                         | »         |
| 34    | Марисса ван дер Мёрв (RSA)                | «         |
| 35    | Шэрон Лоус (GBR)                          | »         |
| 36    | Мирьям Мельхерс (NED)                     | «         |
| 37    | Эрин Уиллок (CAN)                         | 3:33:23   |
| 38    | Сара Кэрриган (AUS)                       | 3:33:25   |
| 39    | Ханка Купфернагель (GER)                  | »         |
| 40    | Наталья Боярская (RUS)                    | 3:33:45   |
| 41    | Юдит Арндт (GER)                          | 3:33:51   |
| 42    | Оксана Кащишина (UKR)                     | 3:34:13   |
| 43    | Александра Бурченкова (RUS)               | 3:36:32   |
| 44    | Лисело Декрои (BEL)                       | 3:36:35   |
| 45    | Алессандра Хьюссеппина Грасси (MEX)       | «         |
| 46    | Моника Шахль (AUT)                        | 3:36:37   |
| 47    | Хантал Белтман (NED)                      | 3:37:02   |
| 48    | Мэн Лан (CHN)                             | 3:37:42   |
| 49    | Сигрид Корнео (SLO)                       | 3:39:29   |
| 50    | Александра Врублески (CAN)                | 3:39:36   |
| 51    | Клемилда Силва (BRA)                      | 3:41:01   |
| 52    | Кристина Торбёрн (USA)                    | 3:41:08   |
| 53    | Катерин Читли (NZL)                       | »         |
| 54    | Даниэли дель Валлье Гарсия Буитрьяг (VEN) | 3:43:25   |
| 55    | Марта Вилахосана (ESP)                    | «         |
| 56    | Сара Мустонен (SWE)                       | »         |
| 57    | Анхи Сабрина Гонсалес Гарсия (VEN)        | "         |
| 58    | Гу Сун Эн (KOR)                           | 3:45:59   |
| 59    | Чериз Тейлор (RSA)                        | 3:48:33   |
| 60    | Юмари Гонсалес (CUB)                      | 3:51:39   |
| 61    | Чанпен Нонтасин (THA)                     | 3:51:51   |
| 62    | Орели Хэлбуочс (MRI)                      | 3:52:11   |
| —     | Вера Каррара (ITA)                        | DNF       |
| —     | Кэтрин Бэйтс (AUS)                        | DNF       |
| —     | Дженифер Холь (SUI)                       | DNF       |
| —     | Сон Хе Чун (KOR)                          | DNF       |